# Fer Serrano
María Fernanda Serrano Coto (Ciudad de México; 18 de noviembre de 1997) conocida por su nombre artístico Fer Serrano, es una actriz y conductora mexicana.

## Biografía
Su papá es Ricardo Serrano Lavié y su mamá Marlaine Coto de la Garza. Fer es la mayor de dos hijas, su hermana menor (15 años) Camila Serrano. Fer tiene nacionalidad mexicana y también nacionalidad española.
Desde muy pequeña todo indicaba que sería una tenista profesional, pues desde la edad de 4 años comenzó a entrenar y su infancia se volcó al tenis y a los deportes extremos, sin embargo siempre se desarrolló en el mundo artístico, pues en su familia destacan personalidades de cine, teatro, televisión.
Realizó varias campañas publicitarias desde su primer año de edad y su primera aparición actoral fue en el 2005 en la telenovela “La esposa Virgen”. A la edad de 10 años, en 2007, hizo su primera aparición en “Mujer, Casos de la vida real” y le siguieron dos programas más en el mismo. Un año más tarde fue invitada a formar parte de la telenovela “Pablo y Andrea”. En 2010 tuvo una participación en la película “Rock Marí”.
Terminando la secundaria decidió comenzar su carrera profesional y al mismo tiempo que cursaba la preparatoria decidió irse a preparar a la ciudad de Los Ángeles a una reconocida academia de actuación, entre otras cosas, llamada New York Film Academy.
Más tarde, regresó a trabajar en su primera conducción en un programa Internacional de Disney Channel  llamado “Pijama Party” T.3 (2016) el cual condujo al lado de Dani Martins y Nicole Luis.
Vivió en Argentina durante un tiempo, mientras grababa la nueva serie musical “Kally´s MashUp”, en donde actúa, canta y baila. Es una serie producida por Nickelodeon, Telefe y 360 Powwow, creada y coproducida por Anthony Falcón y Adam Anders, productor musical de series como Glee, Hannah Montana, High School Musical, entre otras.

## Trayectoria

### Programas Unitarios
| Año  | Programa                     | Título                |
| ---- | ---------------------------- | --------------------- |
| 2007 | Mujer, Casos de la vida real | “El peso de los Años” |
| 2008 | Mujer, Casos de la vida real | “Celos”               |
| 2009 | Incógnito                    | -                     |
| 2009 | Vecinos                      | -                     |

### Telenovelas
| Año  | Título           | Título           |
| ---- | ---------------- | ---------------- |
| 2005 | La esposa Virgen | La esposa Virgen |
| 2005 | Pablo y Andrea   | Pablo y Andrea   |

### Filmografía
| Año  | Título    | Título    |
| ---- | --------- | --------- |
| 2010 | Rock Marí | Rock Marí |

### Campañas televisión
| Año  | Empresa           | Empresa           |
| ---- | ----------------- | ----------------- |
| 1998 | Bimbo             | Bimbo             |
| 1999 | LG                | LG                |
| 2000 | Lala              | Lala              |
| 2002 | Palacio de Hierro | Palacio de Hierro |
| 2004 | Palacio de Hierro | Palacio de Hierro |
| 2005 | Sketchers         | Sketchers         |
| 2006 | Suburbia          | Suburbia          |
| 2010 | Andrea            | Andrea            |
| 2014 | Orange Crush      | Orange Crush      |
| 2015 | Telcel            | Telcel            |
| 2016 | Avon              | Avon              |

### Conducción
| Año  | Título       | Personaje                |
| ---- | ------------ | ------------------------ |
| 2016 | Pijama Party | Fer Serrano - Conductora |

### Series
| Año  | Título         | Personaje |
| ---- | -------------- | --------- |
| 2017 | Kally's Mashup | Lisa      |